# GOLF & PBA
GOLF & PBA는 대한민국의 골프와 당구를 전문으로 방송하는 유료 방송 채널이다.
모회사는 IB 스포츠이며 스포츠전문채널 IBSPORTS와 월드클래식무비와 함께 자매채널이다.

## 연혁
2010년 IPTV최초 골프채널인 I-Golf 채널로 개국하였다. 2012년 6월 5일부터 The golf channel을 운영하는 美 NBC-유니버셜과 사업 제휴하여 Golf Channel Korea(골프 채널 코리아)라는 채널로 채널명을 변경했다.  2021년 2월 1일부터 골프&스포츠로 변경했으며, 2021년 6월 10일부터 PBA당구를 중계하면서 GOLF & PBA로 채널명이 변경되었다.

## 특징
2010년에 생긴 IPTV 최초의 골프 전문 채널이다.
케이블 주도 방송시장에서 HD방송 및 IPTV 변환기에 IPTV에 스포츠 전문채널이 런칭하지 못한 사이 IPTV에서 방송할 수 있는 중계권 권리를 사용하여 런칭되었다.
플랫폼 중계권의 변동에 따라 콘텐츠가 급변하는 경향이 있다.
2013년도에는 KLPGA 스마트 양방향 골프 중계방송 서비스로 양방향 방송을 개시하기도 하였다.

## 방송
골프
소셜 TV 마이 스타일 레슨
KLPGA
JLPGA
PGA 챔피언스투어
LIV골프

프로당구

PBA
UMB
KBF

## 트리비아
IBSPORTS, 월드클래식무비 와 함께 IB 스포츠 계열의 채널이다.
K리그 시즌에는 K리그2 경기를 방송하기도 한다.

## 케이블 번호
- LG헬로비전(HD) - 102번
- 서경방송 - 102번
- JCN 울산 - 147번